# زورا برزیاکووا
زورا برزیاکووا (اسلواکی: Zora Brziaková؛ زادهٔ ۱۴ مارس ۱۹۶۴) بازیکن زن بسکتبال اهل چکسلواکی بود. وی در بازی‌های المپیک تابستانی ۱۹۸۸ شرکت کرده‌است.